# Scellus crinipes
Scellus crinipes är en tvåvingeart som beskrevs av Van Duzee 1925. Scellus crinipes ingår i släktet Scellus och familjen styltflugor. Inga underarter finns listade i Catalogue of Life.